# Nesthocker - Familie zu verschenken
Nesthocker - Familie zu verschenken è una serie televisiva tedesca, ideata da Christos Yiannopoulos, prodotta da Network Movie e trasmessa dal 2000 al 2002 sull'emittente ZDF. Protagonisti della serie sono Sabine Postel, Ralph Schicha, Tanja Wedhorn, Christian Wunderlich e Margret Homayer .
La serie si compone di tre stagioni, per un totale di 29 episodi.: l'episodio pilota, in due parti, intitolato Olli muss zum Bund, fu trasmesso in prima visione l'11 gennaio 2000; l'ultimo, intitolato Entscheidung aus Liebe, fu trasmesso in prima visione il 28 maggio 2002.

## Trama
Fresca di divorzio dopo essere stata sposata per vent'anni con Theo, Marianne Brandt decide di prendere in mano la propria vita e di provare a costruirsi un nuovo futuro professionale. Tuttavia, è difficile per lei affrancarsi dal ruolo di madre, in quanto è sempre lei la donna di casa: oltre a dover prendersi cura dei figli Nina e Oliver, deve anche badare alla suocera Lotte, che vive ancora con lei.

## Episodi
| Stagione         | Episodi | Prima TV Germania | Prima TV Italia |
| ---------------- | ------- | ----------------- | --------------- |
| Prima stagione   | 6       | 2000              | inedita         |
| Seconda stagione | 12      | 2000              | inedita         |
| Terza stagione   | 11      | 2002              | inedita         |

## Personaggi e interpreti
- Marianne Brandt, interpretata da Sabine Postel (s. 1-3).[1]
- Theo Brandt, interpretato da Ralph Schicha (s. 1-3).[1] È l'ex-marito di Marianne.[2]
- Nina Brandt, interpretata da Tanja Wedhorn (s. 1-3).[1] È la figlia di Marianne e Theo.[2]
- Oliver Brandt, interpretato da Christian Wunderlich.[1] È il figlio di Marianne e Theo.[2]
- Lotte Brandt, interpretata da Margret Homayer (s. 1-3).[1] È la suocera di Marianne. [2]
- Jennifer Busche, interpretata da Jana Hora-Goosmann (s. 1-3).[1]
- Lutz Marquardt, interpretato da Kai Lentrodt (s. 1-3).[1]
- Jan König, interpretato da Helmut Zierl (s. 1-3).[1]
- Paula König, interpretata da Kim Hardt (s. 1-2).[1]
- Nils Jansen, interpretato da Andreas Elsholz (s. 1-3).[1]
- Achim Brinckmann, interpretato da Thomas Balou Martin (s. 1-3).[1]
- Umi Brinckmann, interpretato da Eric Benz (s. 1-2).[1]
- Inge Hertel, interpretata da Nina Hoger (s. 1-2).[1]
- Joseph, interpretato da Ernst H. Hilbich (s. 1-2).[1]
- Maja, interpretata da Felicitas Woll (s. 1-2).[1]